# Themístocles de Castro e Silva
Themístocles de Castro e Silva OMM (Canindé, 23 de abril de 1929 – Fortaleza, 15 de novembro de 2011) foi um radialista, advogado, jornalista e político brasileiro.

## Carreira
Começou sua carreira de jornalista aos 14 anos no jornal O Estado e no periódico Gazeta de Notícias. Posteriormente foi repórter dos Diários Associados, cobrindo o Congresso Nacional, no Rio de Janeiro. Foi também colaborador dos jornais O Povo e O Estado.
Na literatura, escreveu os livros de cunho biográfico “Humberto Bezerra” e “Adauto Bezerra”(2001), uma homenagem aos irmãos Francisco Humberto Bezerra, ex-vice governador do Ceará, e José Adauto Bezerra, ex-governador do Ceará. Em 1970, lançou o livro “Antes e Depois de 31 de Março”.
Na política, foi defensor do golpe militar, secretário da Casa Civil, no Governo Parsifal Barroso, eleito deputado estadual por três mandatos: 1961 e 1962 (convocado da suplência para exercer o mandato), 1963 a 1966 e de 1967 a 1971 e deputado federal, em 1973 (assumiu como suplente). Ocupou também o cargo de vice-presidente da Assembleia Legislativa do Ceará e da Associação dos Ex-Deputados Estaduais.
Foi casado com Maria Eunice Ferreira de Castro e pai de Flávia e Cláudia.

## Prêmios
- Ordem do Mérito Militar nos graus de Cavaleiro especial (2000), posteriormente promovido a Oficial (2006)[10][1]